# Донгола
Донгола (арапски: دنقلا, романизовано: Dunqulā), такође позната као Урду или Нова Донгола, је главни град државе Северни Судан, на обалама Нила. Не треба га мешати са Старом Донголом, сада напуштеним средњовековним градом који се налази 80 км узводно на супротној обали.

## Етимологија
Реч Донгола потиче од нубијске речи „Донкал” што значи црвена цигла, Шаблон:Ref needed A more modern use of the word is to describe a strong and hard bulwark,јер је већина зграда направљена од цигле, што је успоставило једну од највећих индустрија у древној Нубији. Модернија употреба речи је таква да се њоме опише јак и тврд бедем, па се зато Донгола често назива "становником великог замка Нила".

## Историја
У средњем веку регион је контролисало православно хришћанско краљевство Макурија, које је до средине 14. века имало престоницу у Старој Донголи јужније. Касније је Стара Донгола постала престоница мањег краљевства које је у 16. веку интегрисано у исламски султанат Фунџ, који је владао регионом до касног 18. века. До 1820-их град је био практично напуштен.
Године 1812. Мамелуци су стигли у област Донгола након што их је Мухамед Али паша протерао из Египта, и основали су малу државу. За свој главни град изабрали су мали град Марагу. Због свог убрзаног  раста, постао је познат као Донгола Урду, Нова Донгола.. Године 1820. Мухамед Али-паша је напао Судан и Мамелуци, који су бројали само 300 људи, напустили су град и побегли на југ. Египћани су Донголу учинили престоницом провинције, која је то остала до избијања Махдистичке побуне 1880-их.
Експедиција на Нилу 1884–1885 која је кренула у ослобађање Гордона у Картуму прошла је кроз ову област. Пукови су били изазвани да се тркају уз реку чамцима, и то је довело до енглеског регатног такмичења у тркама Донгола.
Донгола је била место победе генерала Херберта Китченера над домородачким муслиманским племенима Махдиста 1896. који су је касније претворили у британско-египатску војну базу са циљем прикупљања и складиштења оружја, опреме и ресурса. Донгола се сматрала  за све време сукоба центром за слање извештаја о рату у Британију, а прво енглеско саопштење за штампу је издато у име Донгола Стар, са вестима о британско-египатској војсци у Судану. .Киченерове снаге су биле познате по својој немилосрдности,јер су убиле преко 15.000 махдистичких војника у бици код Омдурмана 1898. године, а касније су наставиле да убијају рањене, подижући укупан број погинулих на преко 50.000.
Донгола Роуд и Донгола Авени у области Бишопстон у Бристолу су назване по овом догађају; као што је то био Донгола Роуд у Тотенхему, северни Лондон који се протеже поред Кичхенер Роуд-а. Такође постоји Донгола Роуд у Џерсију (Каналска острва). Постоји Донгола Роуд, у Пласто-у, у источном Лондону. Такође постоји Донгола Роуд у Еру,  Шкотска. У Сједињеним Државама, Донгола, Илиноис, основана је 1850-их, и добила је име по Донголи. Постоји и Донгола Лени у Шакопију, Минесота, и Донгола Хви. у Конвеју, Јужна Каролина.

## Становништво
Донголци потичу од раних домородачких нубијских субсахарских афричких становника, а многи се поносе својим углавном немешаним пореклом; иако се увек суочавли са критикама, ово је помогло да се сачува нубијски језик Нило Сахарско Донголави (који се понекад пежоративно назива Ротана); међутим, културне преференције се полако мењају.

## Транспорт
Преко Донголе пролази трансафричка аутомобилска рута — аутопут Каиро-Кејптаун.

## Клима
Донгола има врућу пустињску климу (Коппен климатска класификација БВх) јер се налази у пустињи Сахара, једном од најтоплијих, најсунчанијих и најсушнијих региона на свету. Температура је висока током целе године, са јануаром, најхладнијим месецом, са просечном температуром од 17,6 °Ц (63,7 °Ф) и просечном најнижом од 8,5 °Ц (47,3 °Ф). Јун има највишу просечну температуру од 43,4 °Ц (110,1 °Ф), док август има највишу просечну најнижу температуру од 25,2 °Ц (77,4 °Ф). Донгола је 22. јуна 2010. забележила температуру од 49,7 °Ц (121,5 °Ф), што је највиша температура која је забележена у Судану. Најнижа забележена температура била је -2,7 °Ц (27,1 °Ф) у јануару.
Донгола прима само 12,3 милиметара (0,48 ин) падавина годишње због своје сушне локације. Септембар је највлажнији месец, у просеку пада 7,7 милиметара (0,30 ин) кише. Падавине су спорадичне, али је већа вероватноћа да ће се појавити током лета. Шест месеци у току године уопште нема падавина. Влажност ваздуха је ниска током целе године, али је виша зими. Донгола добије 3813,8 сунчаних сати годишње, што је 87% свих могућих сунчаних сати. Највише сунца има у месецу јуну, а најмање септембру.